# Hipoepa fractalis
Hipoepa fractalis là một loài bướm đêm trong họ Noctuidae.

## Hình ảnh

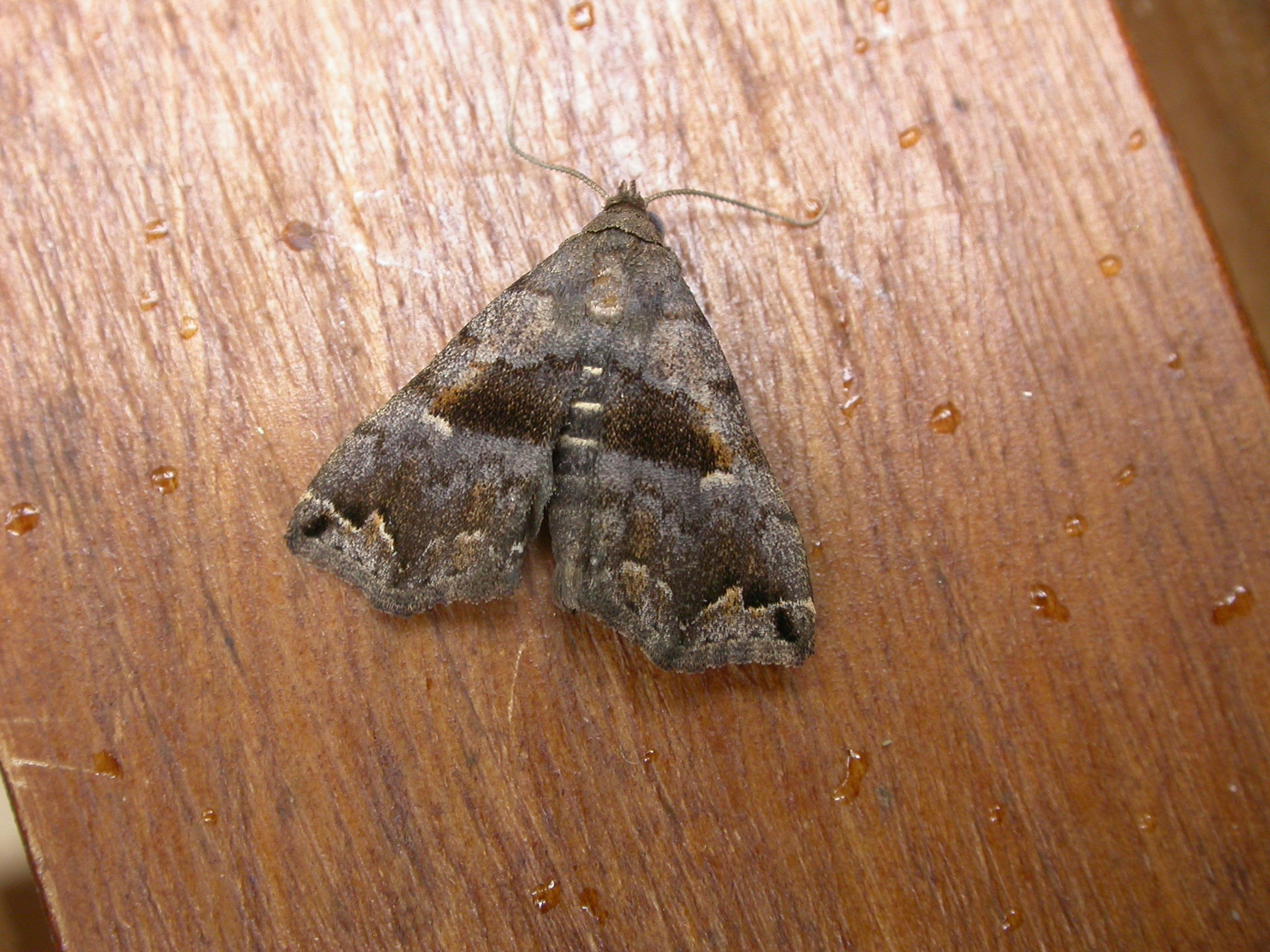
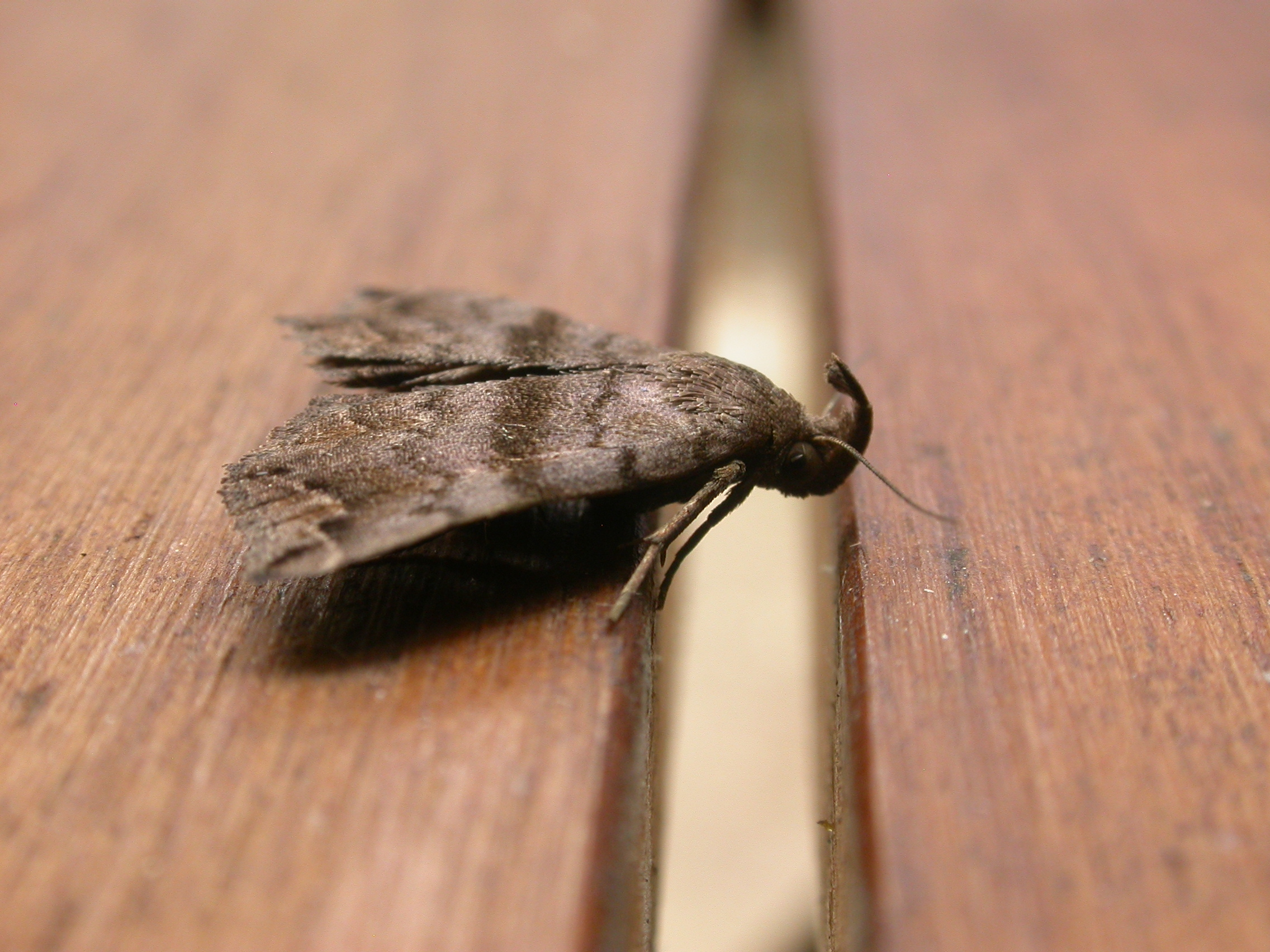